# Джеймс Уедъл
Джеймс Уедъл (на английски: James Weddell) е британски мореплавател, навигатор, ловец на тюлени.

## Произход и първи плавания (1787 – 1820)
Роден е на 24 август 1787 година в Остенде, Австрийска Нидерландия (днес в Белгия). Още като юноша постъпва в търговския флот и плава на кораб пренасящ въглища. През 1805 г. пътува до Антилските острови, участва в няколко морски сражения по време на Наполеоновите войни. През 1816 г. отново посещава Антилските острови, а през 1820 се прехвърля в китоловния флот.

## В китоловния флот (1820 – 1824)
През лятото (декември-март) на 1820 – 1821 г. посещава откритите през 1819 от Уилям Смит Южни Шетлъндски острови.
През следващия ловен сезон 1821 – 1822 г. отново ловува в антарктически води и посещава няколко дни по-късно откритите от Джордж Пауъл Южни Оркнейски острови.
След като се изяснява, че уловът на тюлени сериозно е намалял в района на Южните Шетлъндски и Южните Оркнейски о-ви ловците на тюлени и китове започват да търсят нови зони за ловуване в по-южни ширини. През следващите ловни сезони 1822 – 1823 и 1823 – 1824 г. Уедъл с два кораба отново посещава тези по-южни райони. На 20 февруари 1823 г. при изключително благоприятни атмосферни и ледови условия успява да достигне до 74°15′ ю. ш. 34°17′ з. д. / 74.25° ю. ш. 34.283333° з. д., но не достига до суша. Морето на юг е свободно от ледове, но поради напредналия есенен сезон Уедъл не се решава да продължи на юг и се връща. По-късно морето, в което плава далеч на юг е кръстено на негово име – море Уедъл. Рекордът постигнат от Уедъл се задържа повече от 80 години. Изследва Южните Оркнейски о-ви и дава сведения за Южните Шетлъндски о-ви.
През 1825 издава книга „A voyage towards the South Pole...“, в която описва плаванията си в южните ширини.

## Следващи години (1825 – 1834)
През следващите години Уедъл предлага на Британското адмиралтейство проекти за плаване в море Уедъл, но те са отхвърлени и той отново се връща в търговския флот и плава главно в Атлантическия океан. През 1830 – 1832 г. извършва плаване до Австралия и Тасмания.
Умира на 9 септември 1834 година в Лондон на 47-годишна възраст.

## Памет
Неговото име носят:
- море Уедъл, в южната част на Атлантическия океан, край бреговете на Антарктида;
- остров Уедъл (51°53′ ю. ш. 61°00′ з. д. / 51.883333° ю. ш. 61° з. д.), от Фолкландските о-ви.